# Neobidessus obtusoides
Neobidessus obtusoides är en skalbaggsart som beskrevs av Young 1977. Neobidessus obtusoides ingår i släktet Neobidessus och familjen dykare. Inga underarter finns listade i Catalogue of Life.